# 산탄토니오아바테
산탄토니오아바테(이탈리아어: Sant'Antonio Abate)는 이탈리아 캄파니아주 나폴리현에 위치한 코무네다. 나폴리로부터 남동쪽으로 30km 거리에 있다.